# Bo Holmberg
Bo Lindor Holmberg, född 17 november 1942 i Härnösand, död 11 februari 2010 i Sofia församling, Stockholm, var en svensk politiker (socialdemokrat) och ämbetsman.

## Biografi
Holmberg var son till reparatören Hans Bertil Holmberg (1920–1992) och affärsbiträdet Linnea Höglund (1923–2005). Han var mellan 1968 och 1987 gift med Margareta Sjölund och andra gången från 1991 med statsrådet Anna Lindh; han hade barn i båda äktenskapen.
Efter avslutad folkhögskola tog Holmberg socionomexamen 1968 och var därefter skolassistent, planeringssekreterare och politisk sekreterare. Han blev socialdemokratisk distriktsordförande i Ångermanland och ledamot av partistyrelsen 1978. Holmberg satt i kommunfullmäktige  i Härnösand 1971–1976, var ledamot av kommunstyrelsen där 1974–1976 samt ledamot av personalnämnden 1976 och av socialnämnden 1969–1973.
Holmberg var landstingsråd i Västernorrlands län 1976–1982. Efter riksdagsvalet 1982 utnämndes han till kommunminister – en post som den 1 januari 1983 bytte namn till civilminister. Han kvarstod på denna post till den 4 oktober 1988. Han blev riksdagsledamot 1985, invald för Västernorrlands läns valkrets.
Som minister med ansvar för mycket av kommunernas verksamhet hade Holmberg en positiv inställning till lokala lösningar och decentralisering, vilket skilde sig från socialdemokraternas inställning under 1970-talet. Han förespråkade bland annat offentliga tjänster i kooperativ form. Att han fick lämna regeringen 1988 har satts i sammanhang med att han fortsatte att motsätta sig privatiseringar.
Efter att ha lämnat regeringen fortsatte han som riksdagsledamot, där han framför allt var aktiv i Socialutskottet, dess ordförande 1991–1994 och innan dess vice ordförande 1988–1991 samt 1994–1996. Han var dessutom ledamot av krigsdelegationen, och även ordförande i psykiatriutredningen i början på 1990-talet.
Därefter var han landshövding i Södermanlands län 1996–2005 och sedan generaldirektör i regeringskansliet 2005–2007.
Bo Holmberg påträffades död i sin lägenhet på Södermalm i Stockholm den 11 februari 2010. Han är gravsatt på Gudmundrå kyrkogård i Kramfors.